# ファントムクラッシュ
『ファントムクラッシュ』（PHANTOM CRASH）は、2002年6月20日に元気株式会社から発売されたXbox用対戦ロボットアクションゲームで、ファントムクラッシュシリーズの第1作である。通称は「ファンクラ」。同年11月4日にはアメリカでも発売。

## 概要
西暦2031年。崩壊したかつての首都オールド・トーキョーでは＜スクービー＞と呼ばれる高機動型陸戦兵器を使った戦闘競技＜ランブリング＞が行われていた。
ゲームの目的は、自分で組み上げたスクービーを操り、オールド・トーキョーの3つのエリアで行われている全てのゲームでランカーと呼ばれるボスを倒して、その頂点であるファーストランカーになること。そのためにも敵を倒して賞金を獲得し、愛機を強化する必要があるが、次々と敵が競技場に入ってくるランブリングに終わりはない。ランブリングは「愛機が壊される前にゲートへ戻る」ことが鉄則のサバイバルゲームである。
勝ち残るためのコツはふたつ。ひとつめのコツは、光学迷彩を駆使して敵の背後を取り、ありったけの攻撃を叩き込むこと。横を見せた敵への攻撃は2倍の、背後を見せた敵には3倍のダメージを与えることができる。もちろん自分が背後を取られれば一瞬で撃墜される可能性が高い。だから、ふたつめのコツは「勝ち逃げ上等」「危なくなったら全力で逃げる」こと。引き際を誤れば、莫大な修理代が待っている。

## ストーリー
（執筆中）

## 登場人物
- 主人公
- ユキ
- クドリャフカ
- ロイ
- ニコラエヴナ
- 真紅
- ブルー
- 天下
- 那由多
- マイオン
- ヘイル
- シバ
- ドロメノン
- モナリザ

## メカニック
- スクートビハイクル（スクービー）
- フォトン
- ホーリー
- アーロン
- チャーガ（スノウホワイト）

## ショップ
- ソニックアンプ
- プラステック
- ワイルドマシーンズ

## エリア
- シンジュク3
- シブヤ イースト2
- トーキョーアクア409